# Margot von Gans
Margot von Gans (11 juillet 1899, Boulogne-sur-Mer - 1986, Danemark) est une entrepreneuse allemande, pionnière de l'aviation et pilote de course automobile.

## Biographie
Margot von Gans est la première fille du chimiste, pionnier de l'automobile et de l'aviation Paul von Gans (1866-1915), membre de la richissime famille Gans, et de Ellinka Freiin von Fabrice (1875-1935). Le couple a deux autres enfants, Jozsi (1897-1963) et Marie (1905-1988). Elle grandit au manoir Schmölz à Grainau (Haute-Bavière) qui sert également d'atelier à son père pour ses nombreux projets aéronautiques. Elle se marie à Berne le 3 juin 1917, À l'âge de 18 ans, avec Werner Freiherr von Bischoffshausen (1894-1970) mais divorcera quatre ans plus tard, le 7 février 1921. Un fils, Claus-Henning Freiherr von Bischoffshausen (5 juin 1919, Manoir Schmölz – 23 avril 1942 à Brjans, 380 km au sud-ouest de Moscou, Russie) est issu de cette union.
Margot s'installe par la suite à Rome et entretient des contacts étroits avec Cerubini, le médecin personnel du pape. Sur sa suggestion, le nonce Eugenio Pacelli visite la paroisse de Malgersdorf en Basse-Bavière en 1921 et apporte la bénédiction papale dans le petit village. En son honneur, sa mère et son second mari Haupt, comte de Pappenheim, donnent une réception dans le château local. Pendant son séjour à Rome, elle rencontre Adolkar, comte d'Einsiedel (1889-1963), qu'elle épousera à Untergrainau le 1er octobre 1921 De ce mariage naîtra une fille, Ellinka (née en 1922). Cette dernière, comtesse d'Einsiedel se mariera trois fois : avec Ernst Bierlein, puis Walter Rupprecht et enfin avec Peter Ordway à Saint-Domingue. Margot divorcera de ce second mariage à Munich le 4 février 1925.
Margot partageait les deux centres d'intérêt de son père : l'aviation et les sports automobiles. Dans les années 1920, elle vole avec Ernst Udet, et participe à certains de ses numéros de voltige aérienne. Elle participe à de nombreuses courses automobiles, et gagne notamment sur Steyr VI (de) la course Rund um die Solitude à Stuttgart  en 1926, dans la catégorie des voitures de sport jusqu'à 5 litres de cylindrée. Elle remporte également en 1927 la course du Großer Feldberg aux Feldbergrennen (de) dans la même catégorie, au volant d'une Steyr 4500 cm³ de l'équipe de course Heusser (de) / von Einsiedel. Son frère Jozsi von Gans figure également dans les listes des gagnants des Feldbergrennen. Il y a gagné dans la classe de voitures de tourisme de 6 chevaux, à bord d'un Chiribiri en 1924.
En 1928, elle court la Targa Florio sur sa Bugatti avec le numéro 22 et termine douzième. Elle participera ensuite à deux autres courses italiennes, puis une au Nürburgring.
En 1929, Margot se marie une troisième fois au Royaume-Uni. Avec son mari Lord Carno, elle s'installe en Afrique du Sud, où il possède une usine d'optique. Margot parcourt l'Afrique en voiture, accompagnée de locaux, pour vendre des lunettes de son usine. Après la mort de Carno, Margot rencontre et épouse le propriétaire irlandais de la mine d'or McCugh, en 1930. Le couple vit sur le lac Rukwa au Kenya jusqu'à la mort de McCugh. Pendant la Seconde Guerre mondiale, Margot, qui a un brevet de pilote allemand, forme des soldats britanniques au pilotage et leur apprend à sauter en parachute.
En 1944, Margot rencontre à Nairobi, le colonel de la Royal Air Force Harold Edwin Rydon (1890-1970). Elle l'épousera le 16 avril 1947 à Arusha (Tanzanie), où il possède une plantation de café et des mines de rubis. Ensemble, ils construiront l'hôtel Safari-House à Arusha, qui existe encore de nos jours. Après la mort de Rydon, Margot reste en Afrique jusqu'en 1980, mais s'installe ensuite au Danemark où elle meurt en 1986.